# Вишинешти (Дамбовица)
Вишинешти (рум. Vişineşti) насеље је у Румунији у округу Дамбовица у општини Вишинешти. Oпштина се налази на надморској висини од 493 m.

## Становништво
Према подацима из 2002. године у насељу је живело 2403 становника, од којих су сви румунске националности.

### Хронологија
| Година       | 1992 | 1993 | 1994 | 1995 | 1996 | 1997 | 1998 | 1999 | 2000 | 2001 | 2002 | 2003 | 2004 | 2005 | 2006 | 2007 | 2008 | 2009 | 2010 | 2011 | 2012 | 2013 | 2014 | 2015 | 2016 | 2017 |
| ------------ | ---- | ---- | ---- | ---- | ---- | ---- | ---- | ---- | ---- | ---- | ---- | ---- | ---- | ---- | ---- | ---- | ---- | ---- | ---- | ---- | ---- | ---- | ---- | ---- | ---- | ---- |
| Становништво | 2616 | 2597 | 2579 | 2578 | 2532 | 2489 | 2488 | 2477 | 2470 | 2452 | 2432 | 2392 | 2340 | 2305 | 2259 | 2218 | 2177 | 2147 | 2101 | 2053 | 2012 | 1973 | 1950 | 1920 | 1882 | 1854 |